# Gressittia birumis
Gressittia birumis är en tvåvingeart som beskrevs av Philip och M. Josephine Mackerras 1960. Gressittia birumis ingår i släktet Gressittia och familjen bromsar. Inga underarter finns listade i Catalogue of Life.